# Macrobrachium hancocki
Macrobrachium hancocki är en kräftdjursart som beskrevs av Lipke Bijdeley Holthuis 1950. Macrobrachium hancocki ingår i släktet Macrobrachium och familjen Palaemonidae. Inga underarter finns listade i Catalogue of Life.

## Bildgalleri

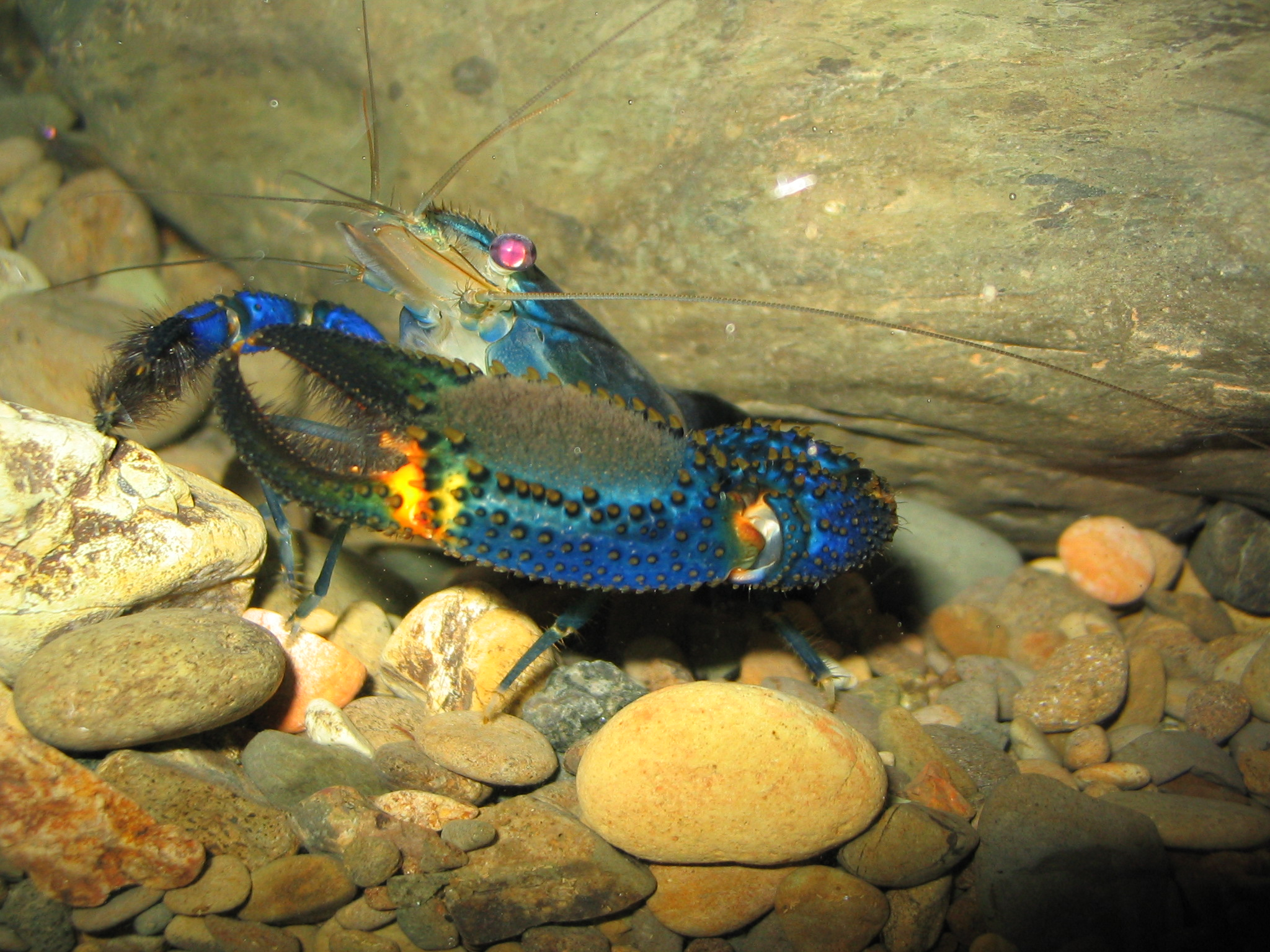
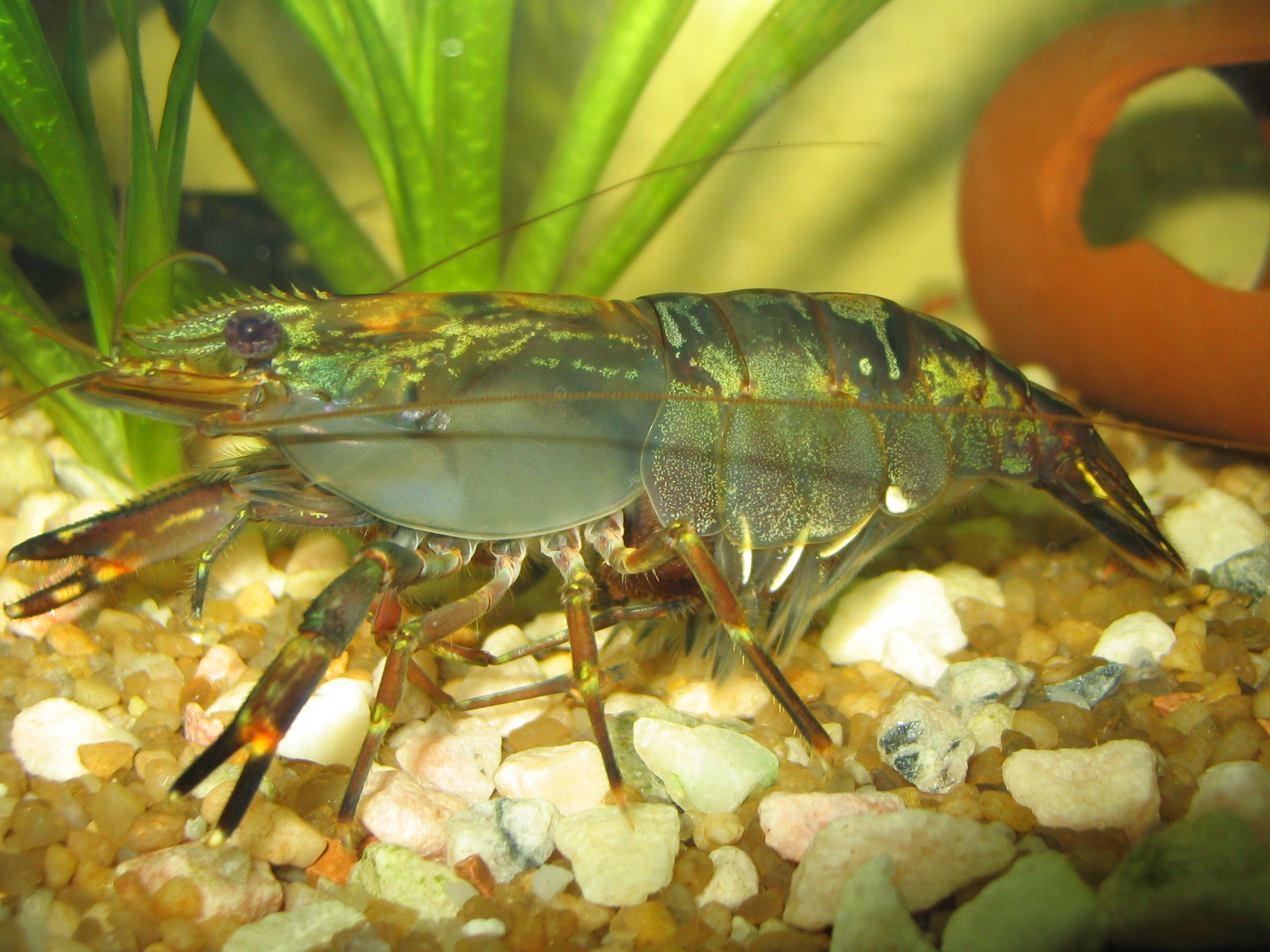